# Landesamt für Denkmalpflege und Archäologie Sachsen-Anhalt

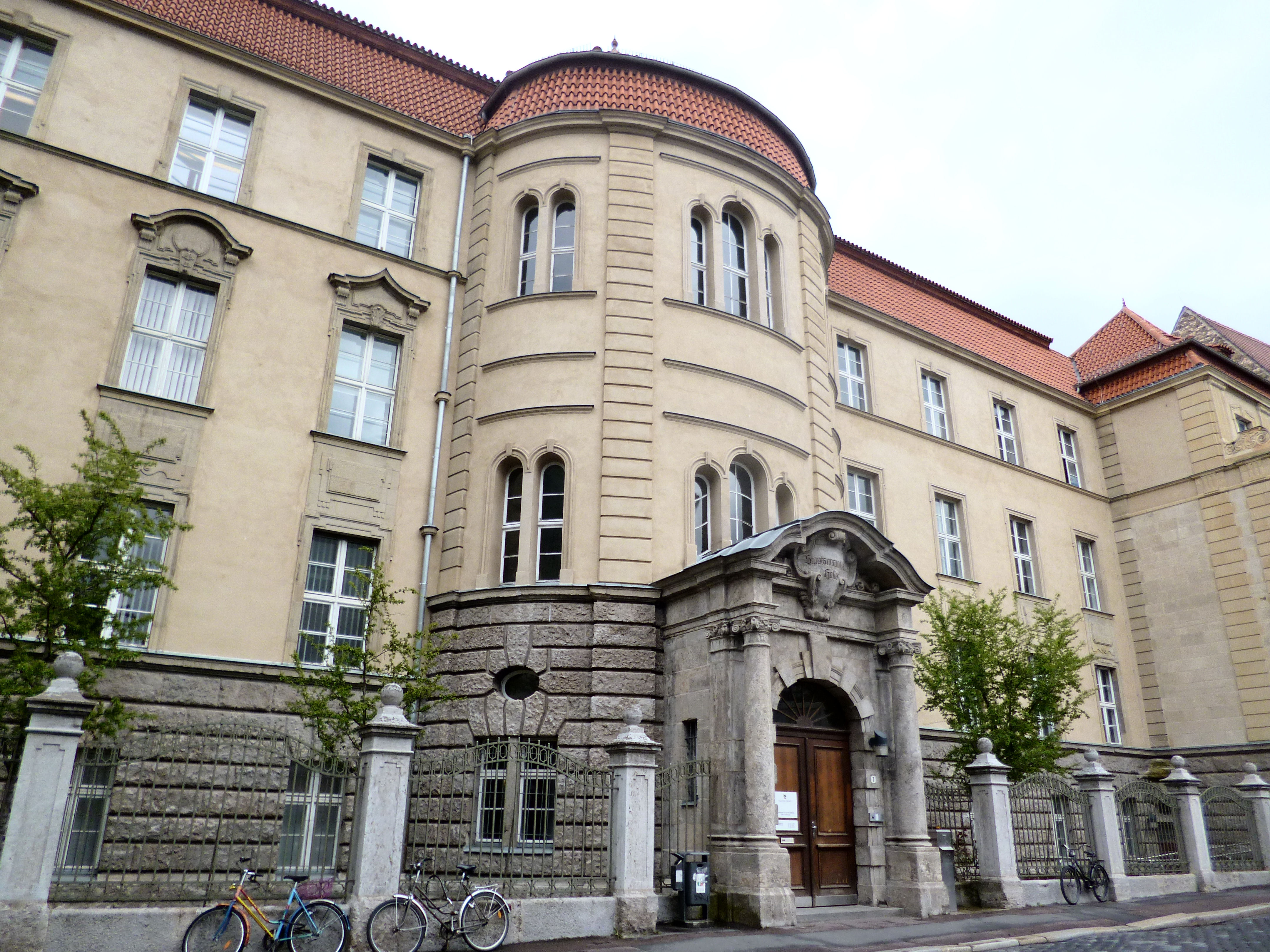
Sitz des Landesamtes für Denkmalpflege und Archäologie in der Kleinen Steinstraße in Halle (2016)

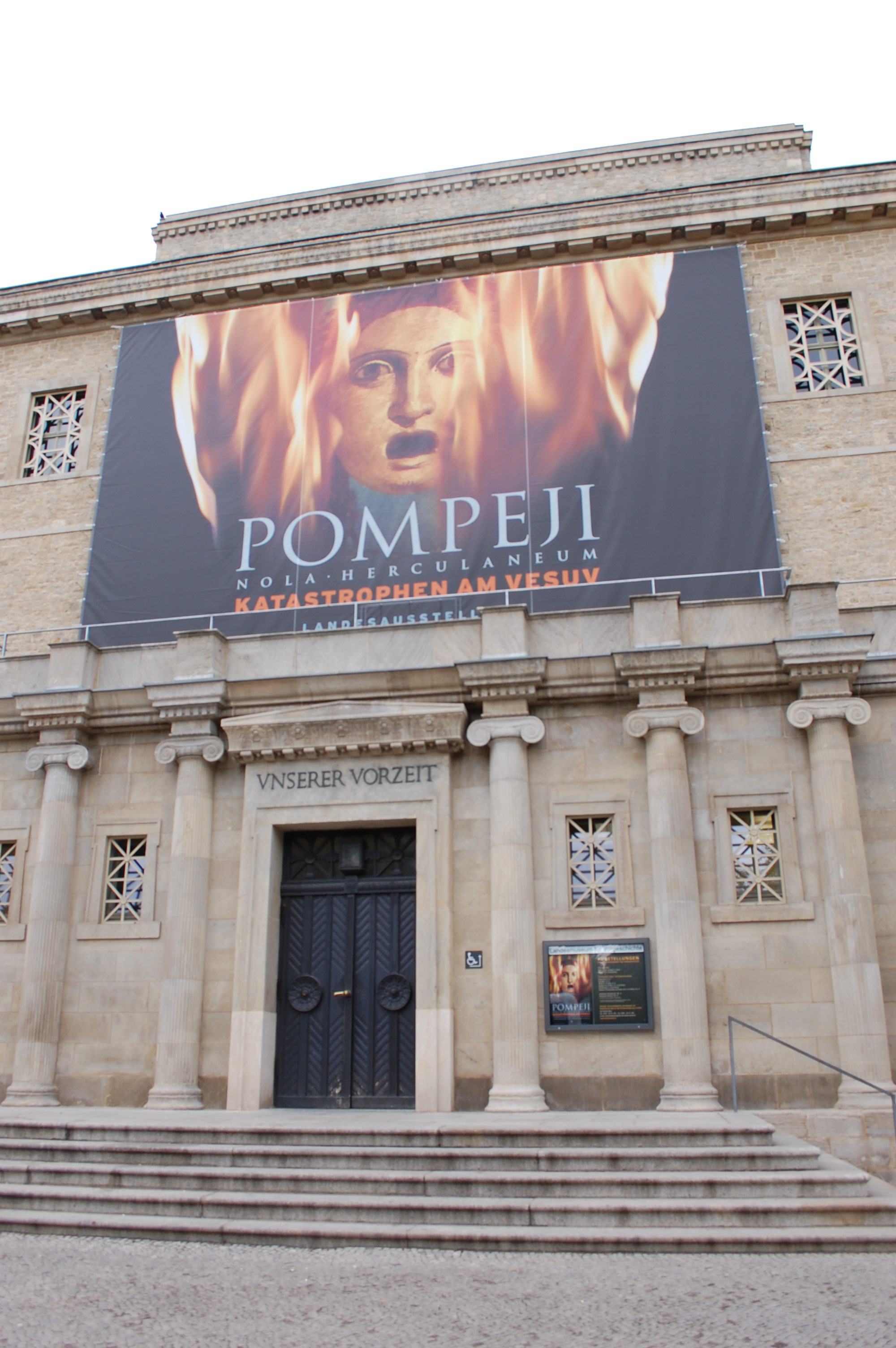
Außenansicht Landesausstellung „Pompeji – Nola – Herculaneum. Katastrophen am Vesuv“ im Landesmuseum für Vorgeschichte (2012)

Das Landesamt für Denkmalpflege und Archäologie Sachsen-Anhalt ist das Denkmalfachamt Sachsen-Anhalts mit Sitz in Halle (Saale).

## Aufgaben
Zu den Aufgaben des Landesamtes gehören u. a. die wissenschaftliche Erfassung, Erforschung und Dokumentation der Kulturdenkmale, die Führung der nachrichtlichen Denkmalverzeichnisse sowie die gutachterliche Stellungnahme zu denkmalpflegerischen Belangen in Genehmigungs- und Planverfahren. In den Aufgabenbereich der archäologischen Denkmalpflege fallen zudem die Dokumentation, der Schutz und die Präsentation archäologischer Denkmäler. Die Bau- und Kunstdenkmalpflege begleitet Erhaltungsmaßnahmen an nichtarchäologischen Kulturdenkmalen.
Das Landesamt unterhält zudem eigene wissenschaftliche Facharchive und eine eigene Fachbibliothek.
Das Landesmuseum für Vorgeschichte ist Teil des Landesamts.

## Geschichte
Entstanden ist das Landesamt für Denkmalpflege und Archäologie zum 1. Januar 2004 durch den Zusammenschluss des Landesamts für Archäologie (Landesmuseum für Vorgeschichte) und des Landesamts für Denkmalpflege aufgrund des Gesetzes zur Neuordnung der Landesverwaltung vom 17. Dezember 2003. Es steht in der Nachfolge verschiedener Institutionen der Denkmalpflege. So ist das frühere Landesamt für Denkmalpflege Sachsen-Anhalt nach 1990 aus der Arbeitsstelle Halle des Instituts für Denkmalpflege der DDR, entstanden. Diesem ging in der Provinz Sachsen das Amt des Provinzialkonservators voraus.
Der Direktor des Landesamtes ist seit seiner Gründung der Landesarchäologe Harald Meller. Zur Landeskonservatorin wurde 2005 Ulrike Wendland ernannt, die das Amt bis 2020 innehatte. Zu den Mitarbeitern gehören unter anderem Reinhard Schmitt und bis zu seinem Tod Rainer Philipp.
Im Oktober 2023 wurde bekannt, dass das Landesamt versucht, Fotos der 4000 Jahre alten Himmelsscheibe von Nebra von Wikimedia Commons löschen zu lassen.

## Bibliothek
Durch die Zusammenlegung der vormaligen Landesämter für Denkmalpflege und Archäologie verfügt das Landesamt für Denkmalpflege und Archäologie Sachsen-Anhalt heute über zwei räumlich getrennte Bibliotheken, die beide grundsätzlich der Öffentlichkeit zugänglich sind.
Die Fachbibliothek Bereich Denkmalpflege ist neben der Universitäts- und Landesbibliothek Halle die bedeutendste Bibliothek im Bereich der praktischen Denkmalpflege und in der Kunst-, Bau- und Regionalgeschichte Mitteldeutschlands. Die Bibliothek verfügt über einen Bestand von ca. 30.000 Bänden.
Die Bibliothek des Bereichs Archäologie umfasst rund 80 000 Bände; Sammelschwerpunkt ist hierbei die Vor- und Frühgeschichte in Europa, insbesondere Mitteldeutschlands. Es werden jedoch auch Werke zur außereuropäischen Archäologie sowie zu naturwissenschaftlichen Themen geführt. Sie ist eine der größten Fachbibliotheken Deutschlands.

## Archiv
Das LDA hat in der Brachwitzer Straße im Norden von Halle ein Archiv, bei dem die Funde im Fundeingang nach Material sortiert in klimatisierte Räumlichkeiten gelagert werden.

## Provinzial- und Landeskonservatoren
- Emil Theuner (1893–1897)
- Oskar Döring (1898–1904)
- Jähn (1905–1906)
- Carl Rehorst (1906–1907)
- Robert Hiecke (1908–1918)
- Max Ohle (1918–1930)
- Hermann Giesau (1930–1945)
- Wolf Schubert (1945–1959)
- Gotthardt Voss (1990–2003)
- Ulrike Wendland (2005–2020)
- Elisabeth Rüber-Schütte (seit 2021)